# Guichard VI van Beaujeu
Guichard VI van Beaujeu (ca. 1275 - 1331) was heer van Beaujeu in het hertogdom Bourgondië.

## Levensloop
Guichard was de zoon van Louis van Beaujeu-Forez en Eléonore van Savoye. Al meerderjarig, volgde hij zijn vader op na diens dood in 1295. Via een bemiddelaar gezonden door koning Filips IV van Frankrijk slaagde Guichard erin het langlopende conflict met de aartsbisschoppen van Lyon op te lossen. Verder verleende hij stadscharters aan Thoissey en Meximieux.
In 1308 was Guichard aan het Franse hof en legde de eed af als persoonlijk vazal van de Franse koning. Hij vocht bij verschillende gelegenheden mee in het leger van de koning, onder andere in Vlaanderen in 1328. Hij werd door de koning beloond met gelden en met een leengoed in Île-de-France.

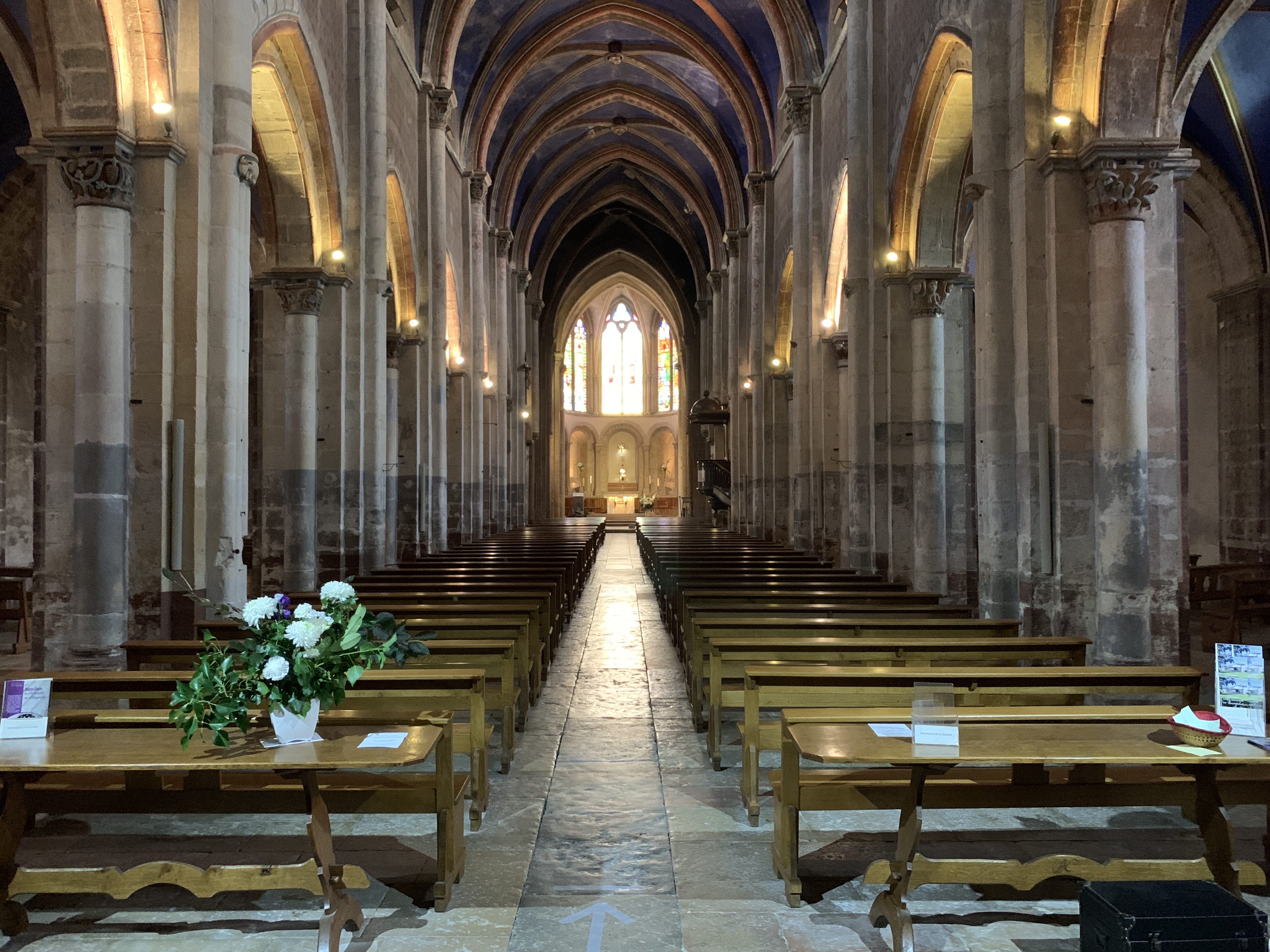
De abdijkerk van Belleville, de grafkerk van de heren van Beaujeu

Het tweede deel van zijn regeerperiode werd overschaduwd door een conflict met de dauphin van Viennois. Guichard was een bondgenoot van de graven van Savoye en werd meegesleurd in hun oorlog tegen de Dauphiné. In 1316 behaalde Guichard een overwinning waarbij Beaujolais de controle over verschillende steden bekwam. Maar in 1325 werd hij krijgsgevangen genomen bij de belegering van Pont-d'Ain. Het Verdrag van Saint-Vallier, gesloten in 1327 voor zijn vrijlating, bepaalde dat Beaujolais kastelen en steden moest afstaan en trouw moest beloven aan de dauphin. Zo verloor Beaujolais onder andere Meximieux. Ondanks dit verdrag smeedde Guichard plannen met de graaf van Savoye en de hertog van Bourgondië tegen de Dauphiné en de strijd laaide weer op. Maar Guichard overleed in 1331 voor het nieuwe bondgenootschap kon worden beklonken. Hij werd begraven in de abdijkerk van Belleville.

## Opvolging
Guichard VI van Beaujeu huwde een eerste maal met Jeanne van Genève. Na haar dood huwde hij met Marie van Châtillon. Uit dit huwelijk werd in 1316 zijn opvolger Édouard geboren. Na de dood van zijn tweede vrouw huwde hij met Jeanne van Châteauvillain, die Semur-en-Auxois als bruidsschat aanbracht.